# Ситня (приток Шелони)

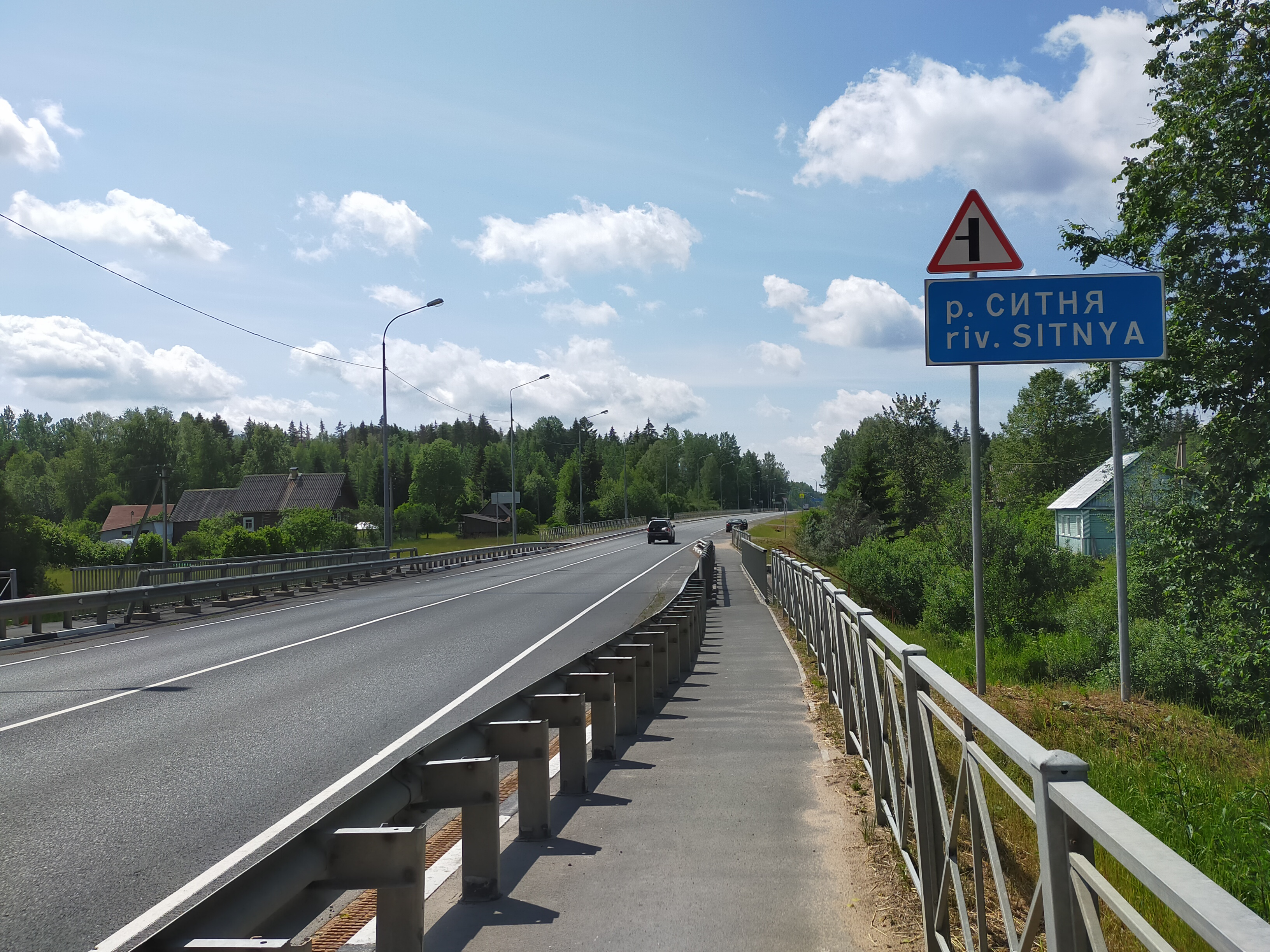
Мост через реку в деревне Маяково

Ситня — река в Псковской области и Солецком районе Новгородской области. Берёт начало в небольшом болотном озере Яхновское в Псковской области, на территории Новгородской области слева впадает в Шелонь. Длина — 117 км. Высота устья — 40 м над уровнем моря. Высота истока — 147 м над уровнем моря. Площадь водосборного бассейна — 1020 км².
Основная часть русла Ситни пролегает по Псковской области. Наиболее крупные притоки: Рындица, Шишолка, Коломенка (правые); Белка, Чёрная, Законка (левые).
На Ситне находятся деревни Маяково, Кочерицы, Всини, Хредино, Поречье, Берёза, Нижние Козловичи, Средние Козловичи, Верхние Козловичи, Пески-Оржаны и др. в Псковской области; Малое Загорье, Ситня, Большое Загорье, Быстерско в Новгородской области.
Пересекается с автомагистралью «Псков» М20 и автодорогой А-116 Великий Новгород—Даугавпилс.